# فاشية بريطانية
الفاشية البريطانية هي شكلٌ من أشكال الفاشية التي روّجت لها بعض الأحزاب والحركات السياسية في المملكة المتحدة. استقت الفاشية البريطانية أفكارها من العصبية القومية البريطانية ممزوجةً بجوانب من الفاشية الإيطالية والنازية قبل الحرب العالمية الثانية وبعدها.
من الأمثلة التاريخية على الحركات الفاشية بريطانيا يُذكر: الفاشيون البريطانيون (1923-1934)، عصبة الفاشية الإمبراطورية (1929-1939)، اتحاد الفاشيين البريطاني (1932-1940)، العصبة البريطانية لقدامى المحاربين (1937-1948)، وحركة الاتحاد (1948-1978). ومن الأمثلة المعاصرة على الحركات الفاشية البريطانية: الحركة البريطانية (1968-1983)، والجبهة الوطنية (1967-الآن)، وبريطانيا أولًا (2011-الآن)، والعمل الوطني (2013-2017).

## الجذور الإيديولوجية
تقرّ الفاشية البريطانية بكونها تستلهم أفكارها من إرث الفاشية الإيطالية، ولكنها في نفس الوقت تشدد على أنها ليست مجرد مجترّة لإيديولوجيا أجنبية، وبأن الفاشية البريطانية تضرب بجذورها عميقًا في التقاليد البريطانية. تزعم الفاشية البريطانية أن برنامجها الاقتصادي والسياسي يسعى لتجسيد قيم بريطانيا في عهد سلالة تيودور.
وتدّعي أيضًا أنها تنادي بدولة وطنية مركزية شمولية تتبنى عداء الدولة التيودورية لفرقاء الأحزاب والمصالح الفئوية الذاتية، وأن هدفها هو تحقيق عملية الاندماج الوطني من خلال بناء دولة شمولية مركزية. يزعمون أن الدولة التيودورية قدّمت التجسيد الأمثل للدولة الشمولية. امتدح الفاشي البريطاني إيه إل غلاسفورد سياسة الملك هنري الثامن في إخضاع البارونات الخارجين عن القانون والذي تسببوا في نشوب حرب الوردتين كما امتدح «ديكتاتورية سلالة تيودور» بسبب تطبيقها سياسات وطنية، وتقليصها صادرات رؤوس الأموال الإنجليزية من طرف مضاربي القطاع الخاص الباحثين عن مصالحهم الخاصة. وامتدح غلاسفورد الدولة التيودورية لفرضها اقتصادًا مخططًا مركزيّاً والذي ادّعى أنه كان السلف للتخطيط الاقتصادي «العلمي» الذي طبقته الفاشية.
إضافةً لما تقدّم، تدّعي الفاشية البريطانية حملها لإرث أوليفر كرومويل، إذ زعم أوزولد موزلي أن كرومويل «أسس أول عهد فاشيّ في إنجلترا». أرسى المنظّر السياسي الإنجليزي توماس هوبز في عمله المهمّ «الليفايثان» (1651) أسس إيديولوجية الشمولية التي نادت بنظام حُكم ملكيّ شمولي كلّي السلطة في سبيل تحقيق الأمن في الدولة. كان لنظرية هوبز في الشمولية أعظم الأثر في النظرية الفاشية. تزعم الفاشية البريطانية أن السياسات الاقتصادية النقابويّة نهضت على التقليد البريطاني من القرون الوسطى المتمثّل بنظام النقابات الحرفية، وتنظيمه المنصف للأجور، والأسعار وظروف العمل، وهو خير سلف للنظام الاقتصادي البريطاني الفاشي النقابويّ.

## المنطلقات

### القومية والنزعة العنصريّة
تقوم الفاشية البريطانية على القومية البريطانية. سعى اتحاد الفاشيين البريطاني إلى توحيد الأمة البريطانية من خلال إنهاء الانقسام الطائفي بين البريطانيين البروتستانت والكاثوليك، وكرّس جهدًا خاصّاً لاستمالة الأيرلنديين الكاثوليكيين القاطنين في بريطانيا. أعلن الاتحاد عن دعمه للتسامح الديني الشامل. أكّد رئيس الاتحاد السير أوزولد موزلي أنّ «الصِلات الإيرلنديّة» -من ضمنها الاتحاد- فروعٌ دينيّة بروتستانتية وكاثوليكية. شجب موزلي بشدّة الحكومة الليبرالية بقيادة ديفيد لويد جورج واتهمها بالمسؤولية عن حدوث الأعمال الانتقامية بين الكاثوليك والبروتسانت في أيرلندا. نتيجةً لسياسة اتحاد الفاشيين البريطاني التصالحيّة مع الكاثوليك، لقي الاتحاد تأييدًا كبيرًا في أوساط الكاثوليك، وكان عدد من قادة الاتحاد الفاشي البريطاني هول، بلاكبيرن، وبولتون كاثوليكًا. ارتفعت نسبة دعم الأيرلنديين الكاثوليكي في ستيبني لاتحاد الفاشيين البريطاني بعد اندلاع الحرب الأهلية الإسبانية التي شهدت انخراط قوات فاشيّة ومحافِظة دينيّة ضدّ الحكومة المناهضة للكهنوت.
فيما يتعلق بالمسائل العِرقية، فقد كان لمختلف الحركات الفاشية البريطانية اتجاهات وسياسات متباينة. كان اتحاد الفاشيين البريطاني يعتقد أن الخلافات القومية والعرقيّة ناجمةٌ عن الثقافة، وهي سياسةٌ أقرب منها إلى أفكار الفاشية الإيطالية أكثر من النازية الألمانية. في بداياته لم يكن اتحاد الفاشيين البريطاني معاديًا للساميّة بشكل فَجّ، بل وتأسس على بعض أراء عالم الاجتماعي النمساوي اليهودي لودفيج جمبلوفيتش والأنثربولوجي الاسكوتلندي آرثر كيث الذي عرّف تشكّل الأعراق على أنه نتيجة لسيرورات تاريخية وسياسية حيويّة تتأسس ضمن حدود الدولة القومية وأن الخصائص المميزة لأي شعب تتحدّد من خلال التفاعل بين الوراثة، والبيئة، والثقافة، والتطور عبر فترة تاريخية معينة. على أي حال، فقد رسّخ موزلي الاتجاه المعادي للسامية في الاتحاد من خلال استحضاره لنظرية الفيلسوف الألماني أوزفالد شبنغلير الذي ذكر أن اليهود والأوربيين محكومون بالعداء الدائم بين بعضهم بعضًا. أما الفاشية البريطانية التي مثّلها آرنولد لِيس في عصبة الفاشية الإمبراطورية فقد روّجت لسياسات مناصرة للنازية بما فيها المعاداة للسامية.
وُجدت بضع مجموعات فاشية صغيرة لم تدُم طويلًا في عدة جامعات مثل أوكسفورد، وكامبريدج، وبرمنغهام، وليفربول، وريدينغ. نظّم موزلي سلسلة من اللقاءات المفتوحة في اتحاد الفاشيين البريطاني (الذي تأسس في العام 1932) في العديد من بلدات الجامعة، وعادةً ما أسفرت تلك اللقاءات عن صراعات بين مناصري الفاشية ومعارضيها، ثم انتهت إلى أحداث عنف.

### السياسات الخارجية
تبنّت الفاشية البريطانية سياسة عدم التدخل وعارضت خوض الحرب ما لم تكُن دفاعًا عن بريطانيا أو الإمبراطورية البريطانية. آمنت الفاشية البريطانية بأن الخطر الوحيد المُحدق بالإمبراطورية البريطانية تمثّل في الاتحاد السوفيتي. دفاعًا عن هذه السياسة ضرب موزلي مثال بينجامين ديزرائيلي الذي عارض خوض الحرب ضد تركيا بسبب إساءتها لمعاملة الأرمن.
كان يجب على السياسات النقابوية أن تعمّ سائر الإمبراطورية. واعتُبر أمرًا مفروغًا منه قبول دول الكومنويلث هذه السياسات لكونها ستجلب النفع لها كذلك. كما كان مقررًا أن يؤدي تعميم السياسات النقابوية إلى تعزيز القبضة البريطانية على الهند، ما سينجم عنه ظروف عمل أفضل.

### النقابوية
رغم كونها حركة فاشية، ادّعت الفاشية البريطانية أنها حركة ديمقراطية. أعلن اتحاد الفاشيين البريطانيين تأييده لقيام دولة ديمقراطية. عبّر عن ذلك موزلي فيما يتعلق بدعم اتحاد الفاشيين البريطاني للنقابوية بأن «الأمة تنهض في صورة إلهيّة منظّمة تشابه جسم الإنسان كما يوحي الاسم بذلك. يؤدّي كلّ عضو وظيفته ضمن علاقته بالكلّ وفي تناغم مع الكل».